# Carlos Regazzoni
Carlos Regazzoni  (Comodoro Rivadavia, 1 december 1943 – Buenos Aires, 26 april 2020) was een Argentijnse beeldhouwer en schilder. Hij staat bekend door zijn werk met industriële objecten. Hij was ook bekend door het gedurende tien jaar kraken van enkele gigantische loodsen van de SNCF bij het Gare de l`Est in Parijs,en deze om te vormen tot een groot atelier en expositieruimte.
- Système universitaire de documentation: 237270897
- Virtual International Authority File: 8113156565706523500002